# Alice Griffiths
Alice Griffiths (* 22. Januar 2001 in Aberdare) ist eine walisische Fußballspielerin und Nationalspielerin. Seit dem 1. Juli 2025 ist sie vereinslos.

## Karriere

### Vereine
Griffiths begann für die in ihrem Geburtsort ansässigen Aberdare Grasshoppers mit dem Fußballspielen. Im weiteren Verlauf gehörte sie den Jugendmannschaften von Cardiff City und dem örtlichen Sportverein in Llwydcoed, nordöstlich von Aberdare beheimatet, an. Im Alter von 15 Jahren gehörte sie den in Cyncoed, einer Gemeinde im Nordosten von Cardiff, ansässigen Cyncoed Ladies an, für die sie erstmals im Seniorinnenbereich und in der höchsten Spielklasse, der Welsh Premier Women’s League, Fußball spielte.
Mit ihrem Abschluss an der St. John Baptist Highschool (Secondary School), begab sie sich an die Cardiff Metropolitan University um ein Studium zu beginnen. Dort war sie während ihrer einjährigen Studienzeit für die Fußballmannschaft der Bildungseinrichtung in der Saison 2018/19 in der Welsh Premier Women´s League aktiv – und gewann mit ihr am Saisonende das Triple (Meisterschaft, Premier Womens Cup, Women's Cup).
Im Jahr 2019 nach England gelangt, spielte sie zunächst und bis zum Saisonende 2020/21 für Charlton Athletic; in der zweithöchsten Spielklasse, der Women’s Super League 2, bestritt sie insgesamt 29 Punktspiele. Ihr erstes von zwölf Punktspielen ihrer Premierensaison gab sie am 8. September 2019 (3. Spieltag) bei der 0:2-Niederlage im Auswärtsspiel gegen den Durham FC. Ihr letztes und 29. Punktspiel fand am 2. Mai 2021 (22. Spieltag) bei der 0:4-Niederlage im Auswärtsspiel gegen die Frauenfußballmannschaft von Leicester City statt.
Für eine kurze Zeit war sie im Spieljahr 2021 für Bridgwater United FC aktiv, bevor sie zur Frauenfußballmannschaft des FC Southampton gelangte. Für den Verein spielte sie von 2021 bis 2025, zunächst eine Saison in der drittklassigen FA Women’s National League, danach in der Women’s Super League 2. Ihre ersten drei Pflichtspiele für den Verein betritt sie im Pokalwettbewerb 2021/22 in den Runden 3 bis 5. Erst in der Folgesaison wurde sie in 21 von 22 Punktspielen eingesetzt. Mit zwölf und neun Punktspielen in ihren letzten beiden Saisonen endete ihre Zeit noch vor Ablauf der Saison am 19. Januar 2025 (12. Spieltag) bei diesem Verein; die letzten sechs Punktspiele der Saison bestritt sie für den Ligakonkurrenten Durham FC, zu dem sie nur eine Woche später auf Leihbasis gewechselt war.

### Nationalmannschaft
Griffiths gehörte zunächst den Nachwuchsnationalmannschaften des FAW der Altersklassen U17 und U19 an. Für die Erstgenannte bestritt sie in den Spieljahren 2016 und 2017 zwölf Länderspiele, für die zweitgenannte in den Spieljahren 2018 und 2019 vier. Ihr einziges Tor für die U17-Nationalmannschaft erzielte sie in der EM-Qualifikationsgruppe 7 in der ersten Qualifikationsrunde gegen die U17-Nationalmannschaft der Türkei, mit dem sie ihre Mannschaft auf Platz 2 und damit in die zweite Qualifikationsrunde (Eliterunde) führte.
Für die U19-Nationalmannschaft kam sie am 8. April 2018 – im letzten Spiel der EM-Qualifikationsgruppe F – beim 1:0-Sieg über die U19-Nationalmannschaft Portugals in Mealhada das erste Mal für diese Altersklasse zu einem Länderspiel. Im Spieljahr 2019 bestritt sie am 2., 5. und 8. Oktober weitere drei Spiele der EM-Qualifikationsgruppe 5 in der ersten Qualifikationsrunde (0:1 vs. Nordirland, 0:11 vs. Norwegen, 3:0 vs. Moldawien); im letzten erzielte sie mit dem Treffer zum Endstand in der vierten Minute der Nachspielzeit der 90-minütigen Spielzeit ihr erstes Länderspieltor.
Ihr A-Länderspieldebüt gab sie am 24. November 2017 in Cardiff beim 1:0-Sieg über die Nationalmannschaft Kasachstans im dritten Spiel der WM-Qualifikationsgruppe 1. Beim 1:0-Sieg gegen die Nationalmannschaft Bosnien-Herzegowinas vier Tage später in Zenica wurde sie ebenfalls eingesetzt.
Vier weitere folgten bei der Teilnahme ihrer Mannschaft am Turnier um den Zypern-Cup 2018, da sie in allen drei Spielen der Gruppe A sowie im an- und abschließenden Spiel um Platz 7 bei der 2:3-Niederlage im Elfmeterschießen gegen die Nationalmannschaft Österreichs Berücksichtigung fand.
Mit der Mannschaft nahm sie am Turnier um den Pinatar-Cup 2023 teil, wurde in diesem jedoch nicht eingesetzt.
Ferner bestritt sie das erste, fünfte und sechste Spiel der EM-Qualifikationsgruppe B4 sowie jeweils zwei in Hin- und Rückspiel ausgetragene Ausschlussspiele der ersten und zweiten Runde. Mit dem 2:1-Sieg über die Nationalmannschaft Irlands im letzten Ausschlussspiel am 3. Dezember 2024 in Dublin qualifizierte sich ihre Mannschaft das erste Mal für ein größeres internationales Turnier. Im Spieljahr 2025 wirkte sie in drei Spielen der Gruppe A4 im Wettbewerb der Nations-League mit. Dem Kader für die Europameisterschaft 205 zugehörig, wurde sie im Turnierverlauf jedoch nicht eingesetzt.

## Erfolge
Nationalmannschaft
- Erste Teilnahme an einer Europameisterschaft (2025)
- Zweiter Pintar-Cup 2023 (ohne Einsatz)

Cardiff Metropolitan University FC
- Welsh Premier Womens League-Meister 2019[16]
- Welsh Premier Womens Cup-Sieger 2019[17]
- Welsh Women's Cup-Sieger 2019[18]

FC Southampton
- Aufstieg in die Women’s Super League 2 2022

## Anmerkung / Einzelnachweise
1. ↑  Statistik ohne Drittligasaison 2021/22
2. 1 2  Kurzporträt auf faw.cymru
3. ↑  Griffiths 1. und 29. Punktspiel auf soccerdonna.de
4. ↑  Griffiths Pokalspiele auf playmakerstats.com
5. ↑  Griffiths Spielstatistik 2022/23 auf soccerdonna.de
6. ↑  Durham Women sign Wales international Alice Griffiths on loan auf durhamwfc.co.uk
7. ↑  Griffiths Spielstatistik 2024/25 auf soccerdonna.de
8. ↑  Griffiths U19-Länderspieldebüt auf soccerdonna.de
9. ↑  Griffiths 1. A-Länderspiel auf soccerdonna.de
10. ↑  Griffiths 2. A-Länderspiel auf soccerdonna.de
11. ↑  Griffiths 1., 2. und 3. Gruppenspiel auf soccerdonna.de
12. ↑  Griffiths Spiel um Platz 7 auf austriasoccer.at
13. ↑  Carfan Cymru Wedi’i Chyhoeddi ar Gyfer Cwpan Pinatar 2023 auf faw.cymru
14. ↑  Griffiths Ausschlussspiele auf weltfussball.de
15. ↑  Griffiths Nation-League-Einsätze auf weltfussball.de
16. ↑  Abschlusstabelle 2018/19 auf pitchero.com
17. ↑  Cardiff Met beat Swansea Ladies 3-1 to win Welsh Premier Women's Cup auf bbc.com
18. ↑  FAW Women's Cup: Cardiff Met Women win domestic treble auf bbc.com

| Personendaten    | Personendaten               |
| ---------------- | --------------------------- |
| NAME             | Griffiths, Alice            |
| KURZBESCHREIBUNG | walisische Fußballspielerin |
| GEBURTSDATUM     | 22. Januar 2001             |
| GEBURTSORT       | Aberdare, Wales             |